# NGC 3182
NGC 3182 est une galaxie lenticulaire située dans la constellation de la Grande Ourse. NGC 3182 a été découverte par l'astronome germano-britannique William Herschel en 1793.

## Caractéristiques
Sa vitesse par rapport au fond diffus cosmologique est de 2 250 ± 11 km/s, ce qui correspond à une distance de Hubble de 33,2 ± 2,3 Mpc (∼108 millions d'al).
Aucun bras spiral n'est visible sur l'image SDSS, aussi la classification de galaxie lenticulaire par le professeur Seligman et par HyperLeda semble plus appropriée.
La classe de luminosité de NGC 3182 est I et elle présente une large raie HI.
Selon la base de données Simbad, NGC 3182 est une galaxie active de type Seyfert 2.